# Aula Pieter De Somer
De Aula Pieter De Somer, afgekort PDS, is een auditorium in de Belgische stad Leuven. Het gebouw is gelegen aan de Charles Deberiotstraat tussen het Pauscollege, het Maria-Theresiacollege, de Maurits Sabbebibliotheek en het stadspark en behoort tot de Katholieke Universiteit Leuven. Het auditorium werd ontworpen door Paul Van Aerschot en opende op 26 september 1989. Het werd vernoemd naar medicus, bioloog en hoogleraar Pieter De Somer, die van 1968 tot 1985 de eerste rector van de zelfstandige Nederlandstalige KU Leuven was.
Het auditorium is met een capaciteit van 814 plaatsen het grootste van de Leuvense binnenstad en het op een na grootste van de KU Leuven, na het Centraal Auditorium Gasthuisberg. Het wordt gebruikt voor onderwijs, maar ook voor cultuuroptredens, debatten en lezingen.
Aan de ingang staat een beeld van De Somer, van de hand van Vic Gentils. In 2022 bracht straatkunstenaar Case Maclaim een muurschildering aan op de aula om de dood van Sanda Dia te gedenken.

## Galerij

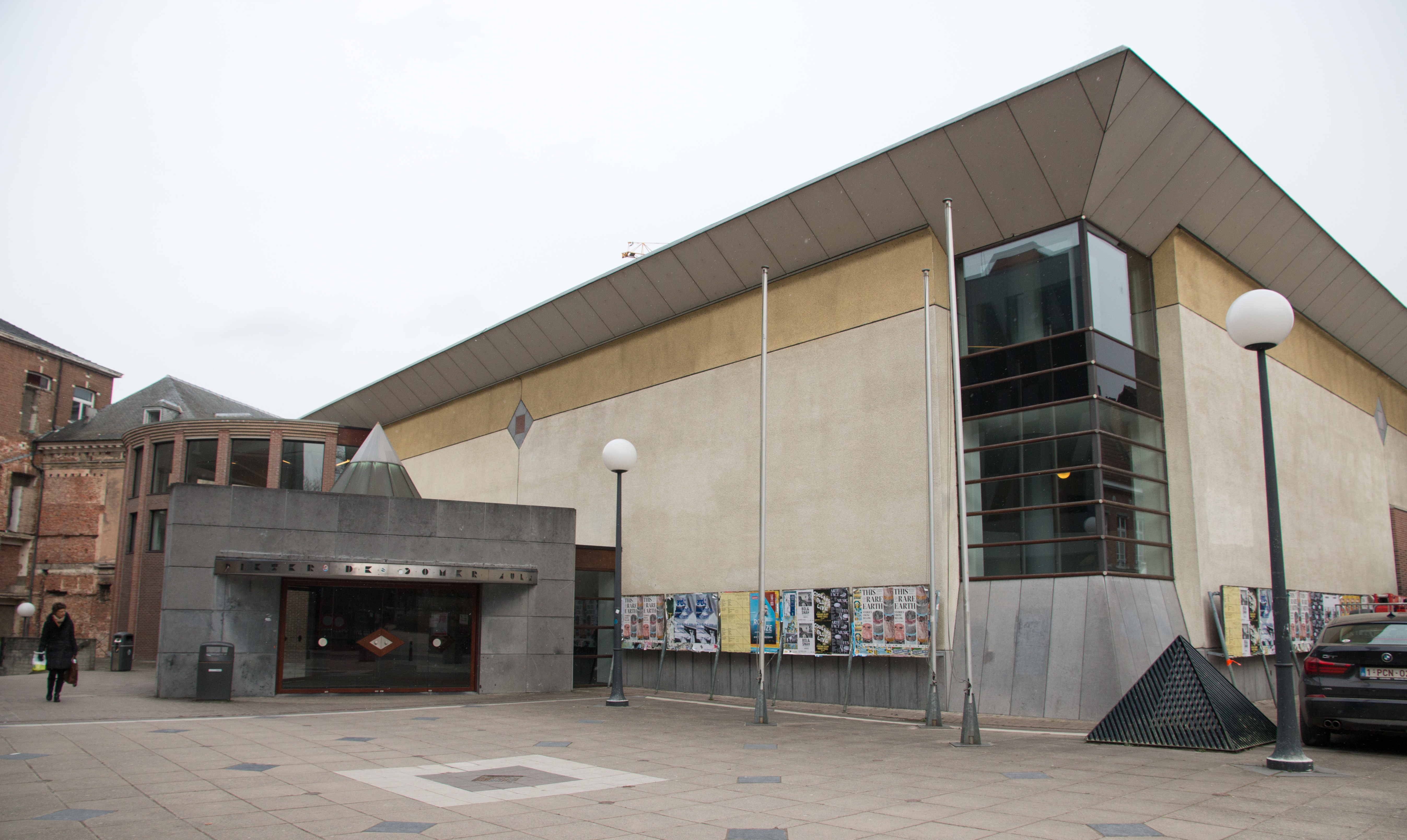
Aula Pieter de Somer in Leuven
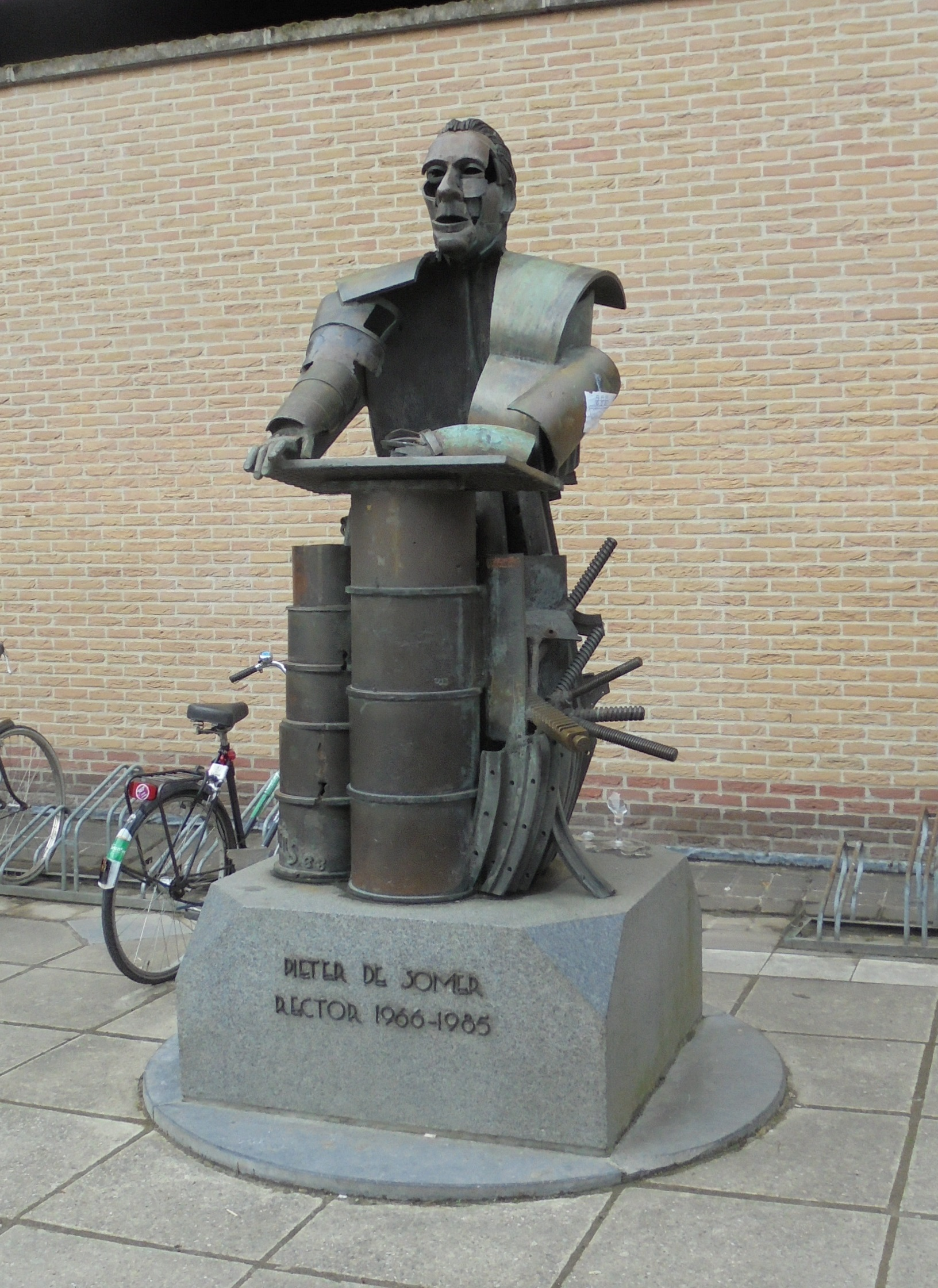
Standbeeld van rector Piet De Somer in Leuven
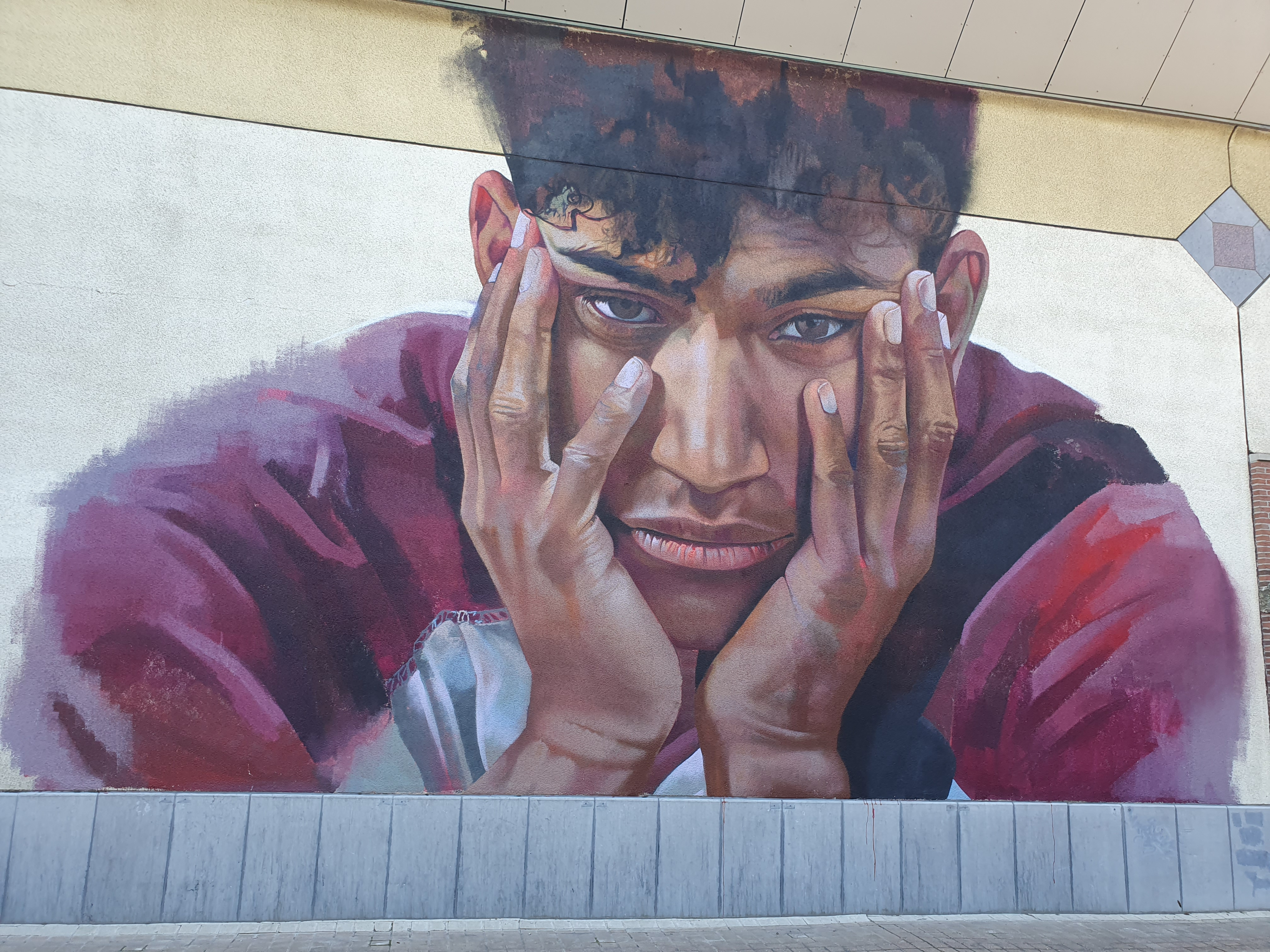
Muurschildering van Sanda Dia op de aula